# Freiberger Christmarkt

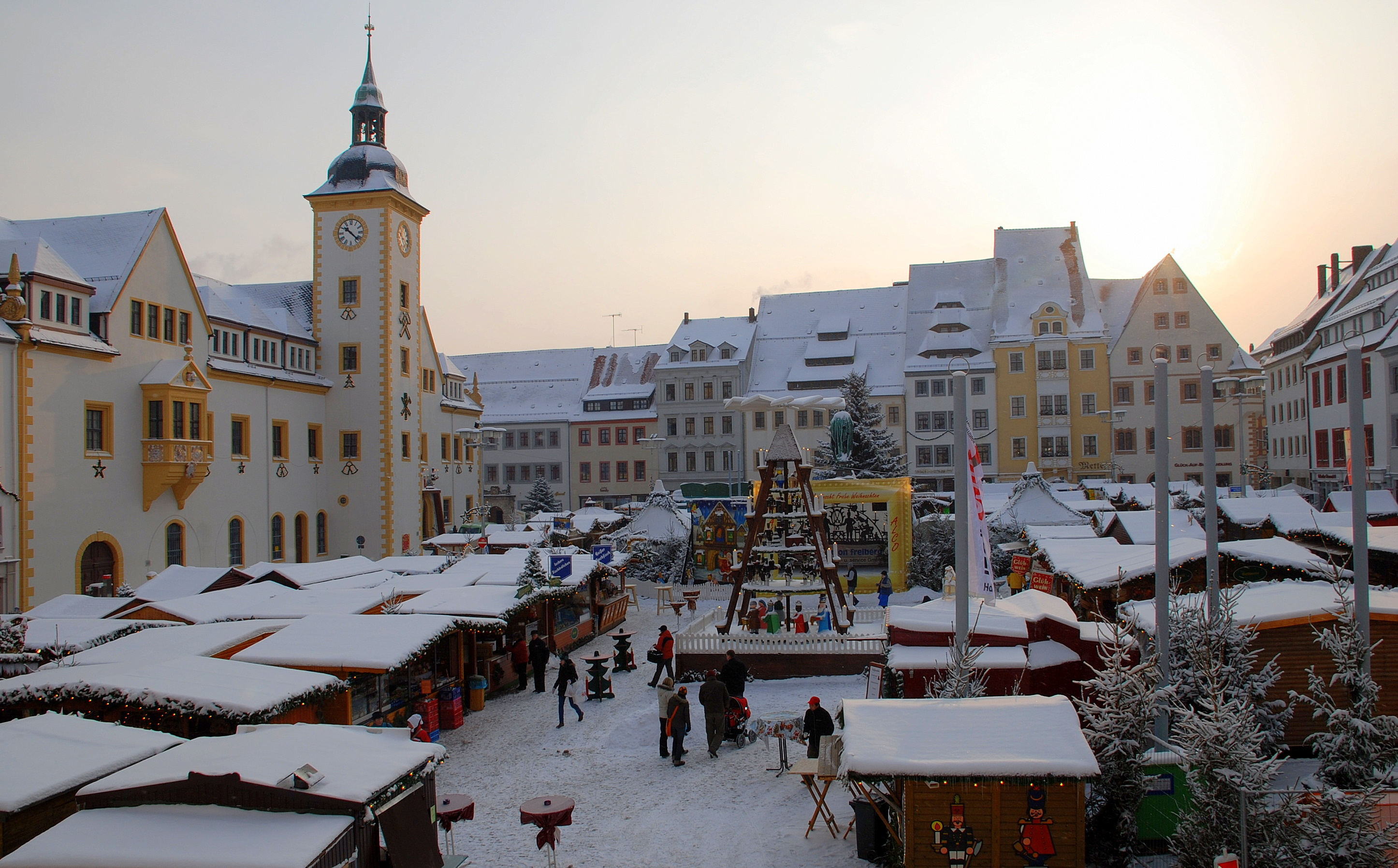
Christmarkt am Tag

Der Freiberger Christmarkt findet jedes Jahr in der Vorweihnachtszeit auf dem von mittelalterlichen Bürgerhäusern umgebenen Obermarkt der Bergstadt Freiberg statt. Dies verleiht dem Markt eine besondere unnachahmliche Stimmung und er ist damit ein typischer erzgebirgischer Weihnachtsmarkt, was durch den starken Bezug zum Bergbau und durch den typischen Weihnachtsschmuck dieser Region, Räuchermännchen, Schwibbögen, Bergmanns- und Engelsfiguren oder auch die Weihnachtspyramiden, zum Ausdruck kommt. Ein Höhepunkt ist die traditionelle Bergparade im Fackelschein, die jedes Jahr am Samstag des zweiten Advents stattfindet.
2024 gab es auf dem Markt 82 dekorierte Hütten.
Der Freiberger Christmarkt ist laut einer MDR-Umfrage vom Jahr 2008 einer der schönsten und traditionsreichsten Weihnachtsmärkte Deutschlands. Er beginnt in der Regel am letzten Wochenende im November und endet am 22. Dezember.
Im Januar 2017 gewann Freiberg den Wettbewerb „Best Christmas City“ in der Kategorie Mittelstädte.

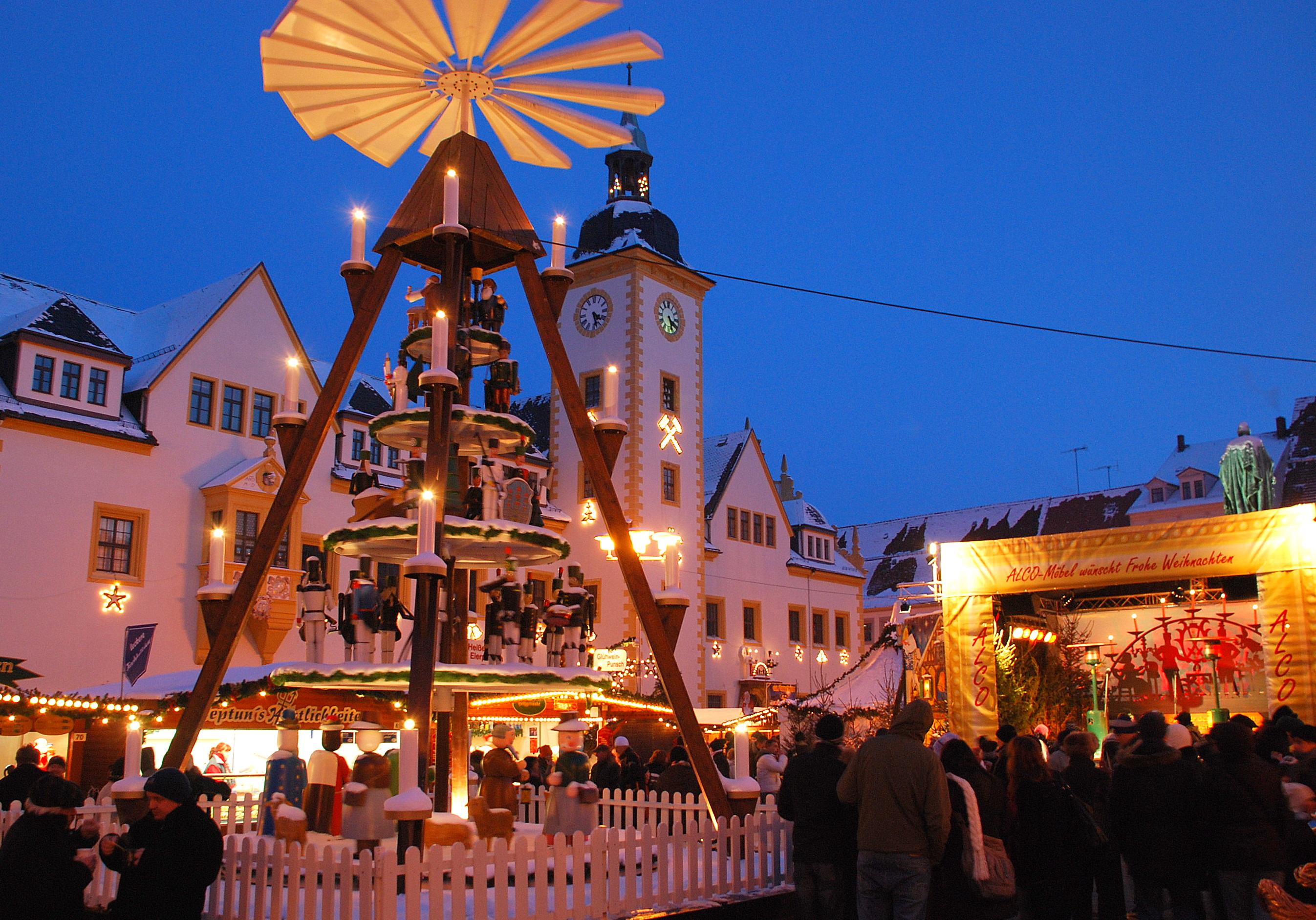
Weihnachtspyramide auf dem Christmarkt
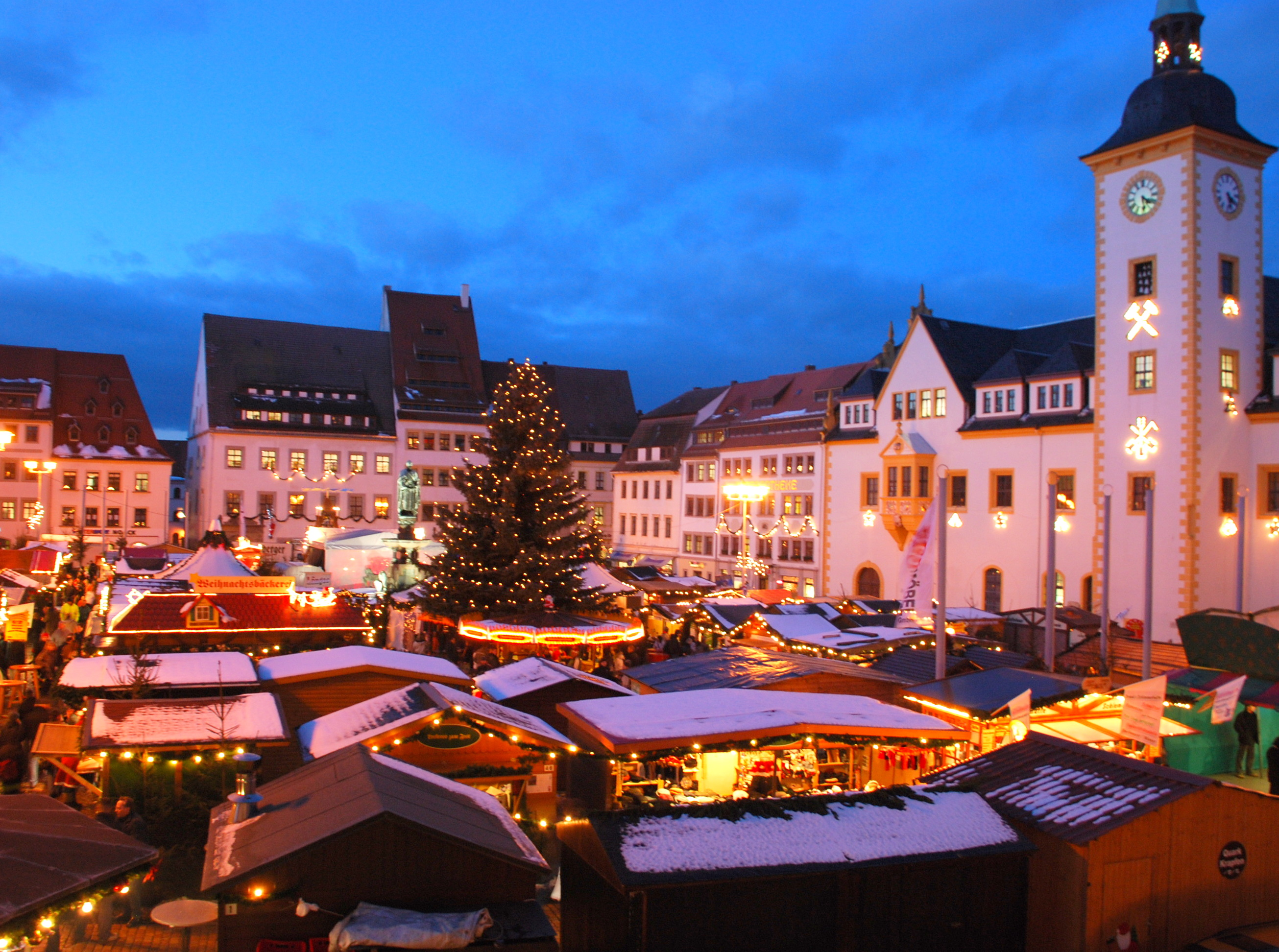
Abendstimmung
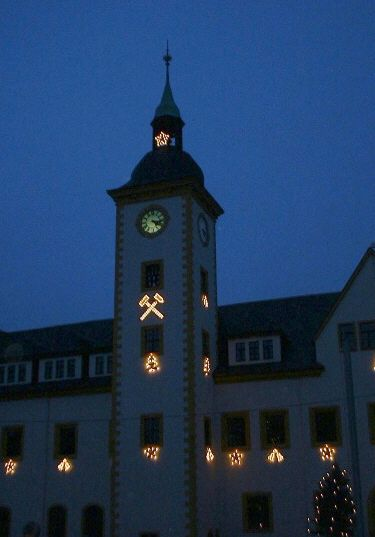
Das Rathaus von Freiberg in der Weihnachtszeit am Abend